# 台江县
台江县是中華人民共和國贵州省黔东南苗族侗族自治州下辖的一个县，地處清水江中游，面积1070平方千米，人口16万。邮政编码556300。政府驻台拱街道。台江縣在歷史上屬於生苗區，至今苗族仍佔全縣人口97%，是中國縣級行政區之中，苗族人口比例最高者。通行苗語黔東方言。

## 歷史

### 清朝之前
台江縣世居苗族人，位處於苗嶺北部，由於長期未受中原王朝直接管轄，被中原王朝視為化外之地。台江縣與鄰近的苗疆在歷史上受外來文化滲透影響的情況不突出，苗族文化的原生性保存較為完好，被稱為生苗。
當地曾有九個鼓社，曾被稱為「九鼓苗」或「九股苗」，是幾個親族或是地域性組織單位，沒有統一的土司政權存在。

### 清朝
1726年（清雍正四年），清政府認為苗嶺山區「廣袤二三千里，戶口十餘萬，不隸版圖」，當地無土司管理，決定開闢苗疆，大舉進剿生苗。苗民抗清失敗後，1733年清政府設置台拱廳，將之納入版圖，屬貴州省鎮遠府之下。苗疆腹地始設立義學，教授漢文。
1855年，發生張秀眉為首的苗民反清戰爭，反清勢力於台拱為中心，戰事波及數十個州縣，時間長達17年，最終為湘軍擊敗。

### 中華民國
1914年改台拱廳為台拱縣。1941年丹江縣的一部分與台拱縣合併，遂取台拱縣之台，丹江縣之江，改名為台江縣。民國時期政府無力將統治勢力滲入台江。 （页面存档备份，存于）

## 地理
台江縣地處雲貴高原東部，苗嶺主峰雷公山北麓、清水江中游南岸，地勢由西南向東、向北成放射性扇形傾斜。

### 水文
台江縣主要河川有清水江、台江河、巴拉河、小江河、密翁河。其中清水江由西向東，為台江縣北方的天然縣界，而台江河、巴拉河、小江河由南而北流，注入清水江。

## 行政区划
台江县下辖2个街道办事处、4个镇、3个乡：

台拱街道、萃文街道、施洞镇、南宫镇、革一镇、方召镇、排羊乡、台盘乡和老屯乡。

## 交通
- 320国道过境。

## 文化

### 台江苗族姊妹节
每年农历三月十五日，是台江最隆重的传统节日：姊妹节。这个节日具有浓厚的民族风俗传统，在近半月的节日庆祝活动期间，包括县城在内，全县各地将举行形式多样的庆祝活动，吃姊妹饭、划龙舟、男女青年游方、跳东方迪斯科等等，气氛热烈，热闹非凡，吸引了海内外大批游客前来旅游采风。

### 施洞龍舟節
台江縣北部的施洞鎮有龍舟節的民俗活動，舉辦的時間為每年的農曆5月26日，當地苗族人會在這天划獨木龍舟。

### 乡村篮球赛
每年六月六，台江县台盘村举办吃新节篮球赛，该比赛因其火热的现场氛围和“接地气”的办赛风格而火遍中国大陆，因而被称为村BA。村BA也于2023年升级为全国和美乡村篮球大赛。

### 国家级非物质文化遗产代表性项目
- 苗族古歌